# Irina Alexandrowna Sedakowa
Irina Alexandrowna Sedakowa (russisch Ирина Александровна Седакова; * 17. März 1955 in Moskau) ist eine sowjetische bzw. russische Ethnolinguistin, Slawistin und Hochschullehrerin.

## Leben
Sedakowa stammte aus einer Militäringenieursfamilie. Ihre sechs Jahre ältere Schwester Olga wurde Slawistin, Kulturologin und Lyrikerin.
Irina Sedokowa studierte an der Lomonossow-Universität Moskau (MGU) in der Philologie-Fakultät mit Abschluss 1978. Es folgte dort die Aspirantur, worauf sie 1984 ihre Dissertation über Lexik und Symbolik der Weihnachts- und Neujahrsrituale der Bulgaren mit Erfolg für die Promotion zur Kandidatin der philologischen Wissenschaften verteidigte. Seit 1983 lehrte sie am Lehrstuhl für Slawische Philologie der MGU.
Seit 1991 arbeitet Sedakowa im Institut für Slawistik der Akademie der Wissenschaften der UdSSR (AN-SSSR, seit 1991 Russische Akademie der Wissenschaften (RAN)). Sie beteiligte sich an der Sammlung von Materialien für den dialektologischen Atlas der Balkansprachen (MDABJa) und gehörte zu den Autoren des ethnolinguistischen Wörterbuchs des slawischen Altertums. 1994–1996 war sie Gastprofessorin an der University of Exeter.
Sedakowa verteidigte 2007 ihre Doktor-Dissertation über die kulturlinguistischen Grundlagen des Ursprungstexts der Bulgaren mit Erfolg für die Promotion zur Doktorin der philologischen Wissenschaften. Im November 2010 war sie Gastprofessorin an der Universität Sassari.
An der Russischen Staatlichen Geisteswissenschaftlichen Universität (RGGU) in Moskau ist Sedakowa seit 2010 Professorin des Lehrstuhls für Theoretische und Angewandte Linguistik der Fakultät für Theoretische und Angewandte Linguistik des Instituts für Linguistik und hält  eine Vorlesung über Ethnolinguistik und Theorie der interkulturellen Kommunikation. 2021 wurde sie Hauptredakteurin der Zeitschrift Slawjanowedenije (Slawistik) als Nachfolgerin Michail Robinsons.
Im Institut für Slawistik ist Sedakowa Vizeleiterin der Abteilung für Sprachtypologie und vergleichende Linguistik und leitet das Zentrum für kulturlinguistische Studien Balcanica. Sie ist Vizepräsidentin  der Kommission für Kalenderriten der Société Internationale d’Ethnologie et de Folklore, wissenschaftliche Sekretärin des Russischen Komitees der Association Internationale des Études du Sud-Est Européen (AIESEE) und Vorsitzende des Organisationskomitees für die regelmäßigen Balkanvorlesungen.

## Veröffentlichungen (Auswahl)
- Folk Religion and Politics in the Time of Transition. In: Acta ethnographica Academiae scientiarum Hungaricae. Band 47, 2001.
- Folk Religion Studies in Russia. In: Ethnology of Religion. Budapest 2004.
- The Ritual Year as Reflected in Proverbs: General notes. In: Proceedings of the Conference on the Ritual Year. Malta 2006.
- From Ideological Union to the European Union: Sociocultural Dimensions of the Bulgarian Regime Changeover. In: Dynamics of National Identity and Transnational Identities in the Process of European Integration. Cambridge Scholars Publishing, Cambridge 2008, S. 44–55.
- Inventing the Ritual Year in Modern Russia. In: The Ritual Year and History (The Ritual Year 3). Národní ústav lidové kultury, Strážnice 2008, S. 51–58.
- Folklore and Modern Russian Advertising. In: Revista d’etnologia de Catalunya. Band 34, Nr. 4, 2009, S. 62–69.